# Anästhesiologie & Intensivmedizin
Anästhesiologie & Intensivmedizin is een internationaal, aan collegiale toetsing onderworpen wetenschappelijk tijdschrift op het gebied van de anesthesiologie en intensieve zorg. De naam wordt in literatuurverwijzingen meestal afgekort tot Anasthesiol. Intensivmed. Het wordt uitgegeven door Perimed-Spitta Medizinische Verlagsgesellschaft namens de Deutsche Gesellschaft für Anästhesiologie und Intensivmedizin en verschijnt maandelijks.